# إيجور بافليوك
إيجور بافليوك (بالأوكرانية: Павлюк Ігор Зиновійович) ولد 1 يناير 1967 في أوكرانيا. الشاعر الأوكراني.

## الحياة
توفيت والدته بعد 10 أيام من ولادته. فقد نشأ في بيت جده وجدته من الأم من مدينة تشيلم.
درس في الأكاديمية العسكرية، في سانت بطرسبرغ، حيث بدأ حياته المهنية ككاتب. كعقاب لبعض قصائده، وكان حكم عليه كعقوبة وكان لبعض الوقت في تيغ العمل الشاق. هناك تابع شعره مليء بالحنين لوطنه الأوكرانية. واستمر هذا حتى الإفراج عنه.
في سنة 1986-1992 ايغور بافليوك درس في كلية الصحافة في جامعة إيفان فرانكو الوطنية في لفيف، وعملت كمراسلة للصحافة وإذاعة دينية في المدينة ذاتها.
منذ عام 1987 يعيش في لفيف، منذ 2003 انه عمل في كييف.
وهو أحد المشاركين في المهرجانات الأدبية الدولية، في استونيا، جورجيا، روسيا، الولايات المتحدة، بولندا في تركيا في أيرلندا.
وقد ترجمت أعماله إلى عدة لغات.

## الشعر
- جزيرة الشباب (1990) Острови юності
- لا يوجد الرياح من هنا (1993) Нетутешній вітер
- صوت من الناس العظام (1994) Голос денного Місяця
- حانة زجاج (1995) Скляна корчма
- الحساسية إلى الخلود (1999) Алергія на вічність
- البند (2002) Стихія
- ذكر نبؤة (2002) Чоловіче ворожіння
- الملاك (أو) الإنجليزية؟ (قصائد بافليوك ايهور باللغة الإنجليزية) (2004)
- صهارة (2005) Магма
- تمرد (2006) Бунт
- الملعب (2007) Камертон
- الشعر (2008) Лірика
- أوكرانيا في الدخان (2009) Україна в диму
- الستراتوسفير (2010) Стратосфера
- العنكبوت الصغير الخريف جماعي ("اصطياد لعاب الشمس") (2011) Ловлячи осінні павутинки، Catching Gossamers
- رحلة فوق البحر الأسود: قصائد مختارة (2019) A Flight over the Black Sea: Selected Poems[4]

## يعمل النثر
- السيرة الذاتية للشجرة من الجذع للشاعر (2003) Біографія дерева племені поетів
- المزهرة المحظورة (2007) Заборонений цвіт

## غير روائية
- الفنان - قوة - الصحافة : تصنيفية التحليل التاريخي (1997) Митець - Влада - Преса: історико-типологічний аналіз
- التشخيص والتشخيص للكذبة : غزوات في نظرية الاتصال (2003) Діагностика і прогностика брехні : екскурси в теорію комунікації
- الكاتب في الصحافة (2010) Письменники у пресі

## وصلات خارجية
- مقدمة الكتاب الأوروبي
- قصائد بافليوك ايغور باللغة العربية